# Sherborne (Ontario)
Sherborne – gmina (ang. township) w Kanadzie, w prowincji Ontario, w hrabstwie Haliburton.
Powierzchnia Sherborne to 1002,13 km².
Według danych spisu powszechnego z roku 2001 Sherborne liczy 1827 mieszkańców (1,82 os./km²).